# Чифаре
Чифаре (слч. Čifáre) насељено је мјесто са административним статусом сеоске општине (слч. obec) у округу Њитра, у Њитранском крају, Словачка Република.

## Становништво
| Година:    | 1994. | 2004.   | 2014.   | 2024.   |
| ---------- | ----- | ------- | ------- | ------- |
| Број људи: | 598   | 648     | 616     | 591     |
| Разлика:   |       | +8,36 % | -4,93 % | -4,05 % |

| Година:    | 2023. | 2024.   |
| ---------- | ----- | ------- |
| Број људи: | 603   | 591     |
| Разлика:   |       | -1,99 % |

Према подацима о броју становника из 2011. године насеље је имало 597 становника.